# اوکن (دهانه)
اوکن یک دهانه برخوردی در ماه‌ است.

## دهانه‌های اقماری
این دهانه ۶ دهانه اقماری دارد.
| Oken | عرض جغرافیایی | طول جغرافیایی | قطر          |
| ---- | ------------- | ------------- | ------------ |
| A    | ۴۳.۲° S       | ۷۱.۳° E       | ۳۶.۰ کیلومتر |
| E    | ۴۶.۱° S       | ۷۸.۹° E       | ۱۲.۰ کیلومتر |
| F    | ۴۴.۴° S       | ۷۱.۵° E       | ۲۱.۰ کیلومتر |
| M    | ۴۱.۸° S       | ۷۵.۴° E       | ۷.۰ کیلومتر  |
| L    | ۴۳.۱° S       | ۷۸.۲° E       | ۱۰.۰ کیلومتر |
| N    | ۴۲.۴° S       | ۷۴.۵° E       | ۴۰.۰ کیلومتر |